# Mark Bridges
Mark Bridges (* im 20. Jahrhundert in Niagara Falls, New York) ist ein US-amerikanischer Kostümbildner. Die von Bridges entworfenen Kostüme für The Artist und Der seidene Faden wurden mehrfach ausgezeichnet.

## Leben
Bridges besuchte nach dem Abschluss der High School die Stony Brook University und beendete sein Studium im Fach „Theatre Arts“ mit einem Bachelor-Abschluss. Im Anschluss arbeitete er für Barbara Matera Costumes in New York City als Einkäufer. Nach der Beendigung seiner Tätigkeit für Matera Costumes studierte Bridges an der New York University Kostümdesign und schloss das Studium mit einem Master ab. Er arbeitete daraufhin als Assistent für verschiedene Kostümbildner, unter anderem für Colleen Atwood bei der Produktion von Die Mafiosi-Braut und für Richard Hornung. Ab 1997 entwarf Bridges wiederholt Kostüme für Filme des Regisseurs Paul Thomas Anderson: Boogie Nights (1997), Magnolia (1999), There Will Be Blood (2007), The Master (2012), Inherent Vice (2014) und Der seidene Faden (2017).
Im Jahr 2012 wurde Bridges für seine Arbeit an The Artist erstmals mit dem Oscar für das „Beste Kostümdesign“ ausgezeichnet. Den zweiten Oscar erhielt er 2018 für Der seidene Faden und eine weitere Oscar-Nominierung 2015 für Inherent Vice. The Artist und Der seidene Faden wurde neben weiteren Preisen auch mit einem BAFTA ausgezeichnet.

## Filmografie (Auswahl)
- 1990: Grifters (The Grifters)
- 1991: Barton Fink
- 1991: Doc Hollywood
- 1992: Spaceshift (Waxwork II: Lost in Time)
- 1993: Dino Kids
- 1993: Randy räumt auf (Remote)
- 1994: Natural Born Killers
- 1996: Last Exit Reno (Hard Eight)
- 1997: Boogie Nights
- 1998: Ich kann’s kaum erwarten! (Can’t Hardly Wait)
- 1998: Thursday – Ein mörderischer Tag (Thursday)
- 1999: Eve und der letzte Gentleman (Blast from the Past)
- 1999: Deep Blue Sea
- 1999: Magnolia
- 2001: Blow
- 2002: Punch-Drunk Love
- 2002: 8 Mile
- 2003: The Italian Job – Jagd auf Millionen (The Italian Job)
- 2004: I Heart Huckabees
- 2005: Be Cool – Jeder ist auf der Suche nach dem nächsten großen Hit (Be Cool)
- 2006: Fell – Eine Liebesgeschichte (Fur: An Imaginary Portrait of Diane Arbus)
- 2007: There Will Be Blood
- 2008: Der Ja-Sager (Yes Man)
- 2009: Die fast vergessene Welt (Land of the Lost)
- 2010: Greenberg
- 2010: The Fighter
- 2011: The Artist
- 2012: The Master
- 2012: Silver Linings (Silver Linings Playbook)
- 2013: Captain Phillips
- 2014: Inherent Vice – Natürliche Mängel (Inherent Vice)
- 2015: Fifty Shades of Grey
- 2016: Jason Bourne
- 2017: Der seidene Faden (Phantom Thread)
- 2019: Marriage Story
- 2019: Joker
- 2020: Neues aus der Welt (News of the World)

## Auszeichnungen
- 2002: Costume Designers Guild Award: Nominierung für Blow und für Six Feet Under – Gestorben wird immer
- 2011: Satellite Awards: Nominierung für The Artist
- 2011: Las Vegas Film Critics Society Award für The Artist
- 2011: Phoenix Film Critics Society Award für The Artist
- 2012: César: Nominierung für The Artist
- 2012: Broadcast Film Critics Association Award für The Artist
- 2012: British Academy Film Award, Beste Kostüme, für The Artist
- 2012: Oscar für The Artist
- 2017: Satellite Award für Der seidene Faden
- 2018: British Academy Film Award für Der seidene Faden
- 2018: Oscar für Der seidene Faden
- 2020: Oscar-Nominierung für Joker